# Böcskei László
Böcskei László (Gátalja, 1965. július 11. –) nagyváradi megyés püspök.

## Pályafutása
A Temes megyei Gátalján született és nőtt fel gyakorló katolikus családban; édesapja traktorista volt. Érettségiig szülőhelyén, a soknemzetiségű, többfelekezetű faluban tanult román nyelvű iskolában. Teológia tanulmányait a Gyulafehérvári Hittudományi Főiskolán végezte. 1990. június 24-én Sebastian Kräuter temesvári megyés püspök szentelte pappá, majd négy hónapig káplánként szolgált Temesvár erzsébetvárosi plébániáján. 1991 januárjában a megyés püspök titkárává nevezték ki. 1999-től Temesvár általános helynöke. 2003. január 15-én II. János Pál pápa prelátusi címmel ruházta fel.

### Püspöki pályafutása
XVI. Benedek pápa 2008. december 23-án a Nagyváradi római katolikus egyházmegye püspökévé nevezte ki a 2006-ban 75 éves életkor elért és lemondott Tempfli József utódjaként. 2009. március 7-én szentelték püspökké a nagyváradi székesegyházban; a szertartás, amelyen több mint kétezren vettek részt, négy nyelven (magyar, román, latin és német) zajlott.

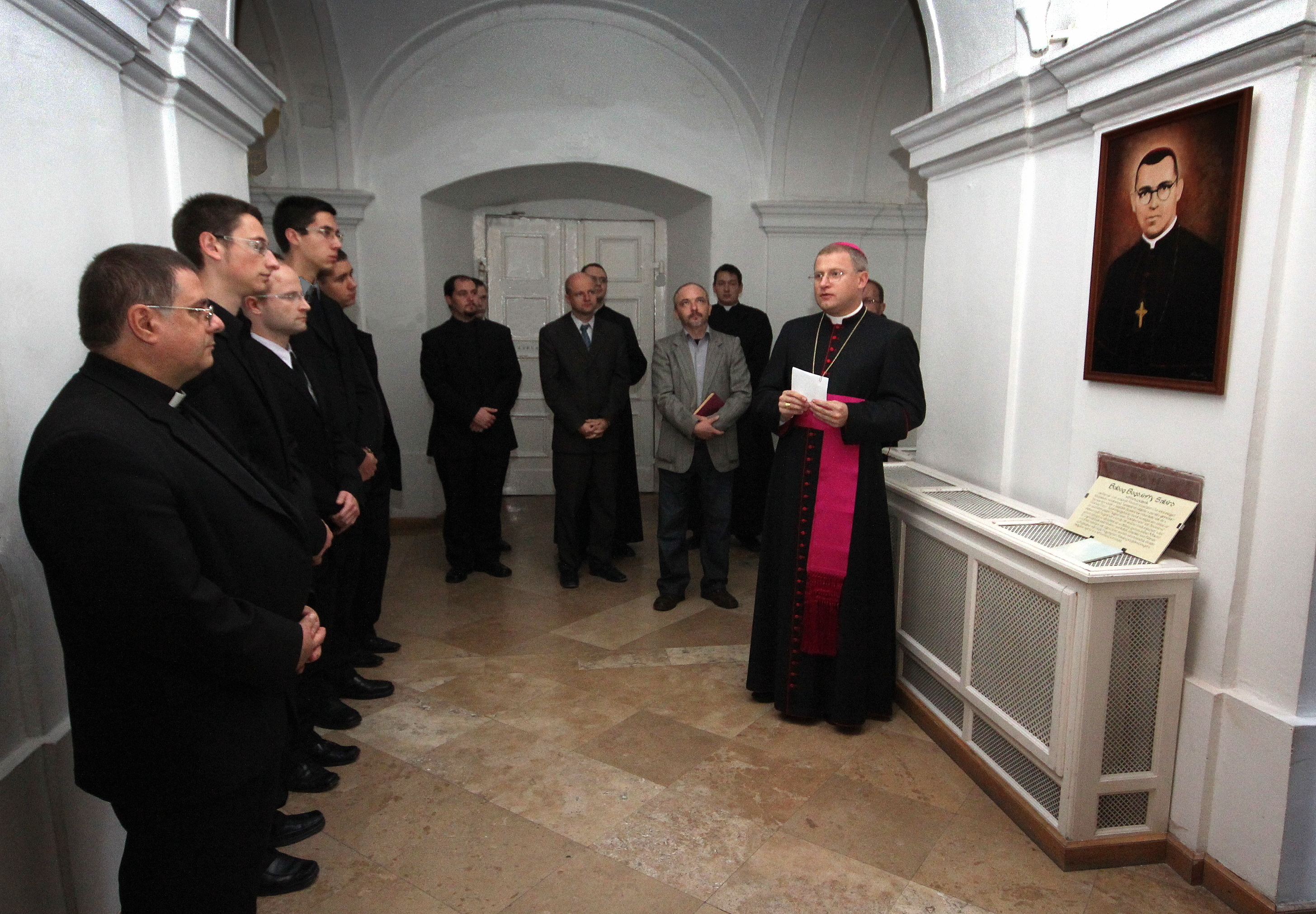
A boldoggá avatott vértanú püspök, Bogdánffy Szilárd kiállítását nyitja meg Böcskei László püspök

2012-ben kilátásba helyezte az egyházmegyei szintű vizsgálatot a Szilágynagyfaluban észlelt jelenések, illetve a falu melletti Szentháromság-hegyre irányuló zarándoklatok ügyében.

## Díjai
- A Magyar Érdemrend középkeresztje (2021)